# Habitation traditionnelle du Jura
Pour les articles homonymes, voir Habitation et Jura.

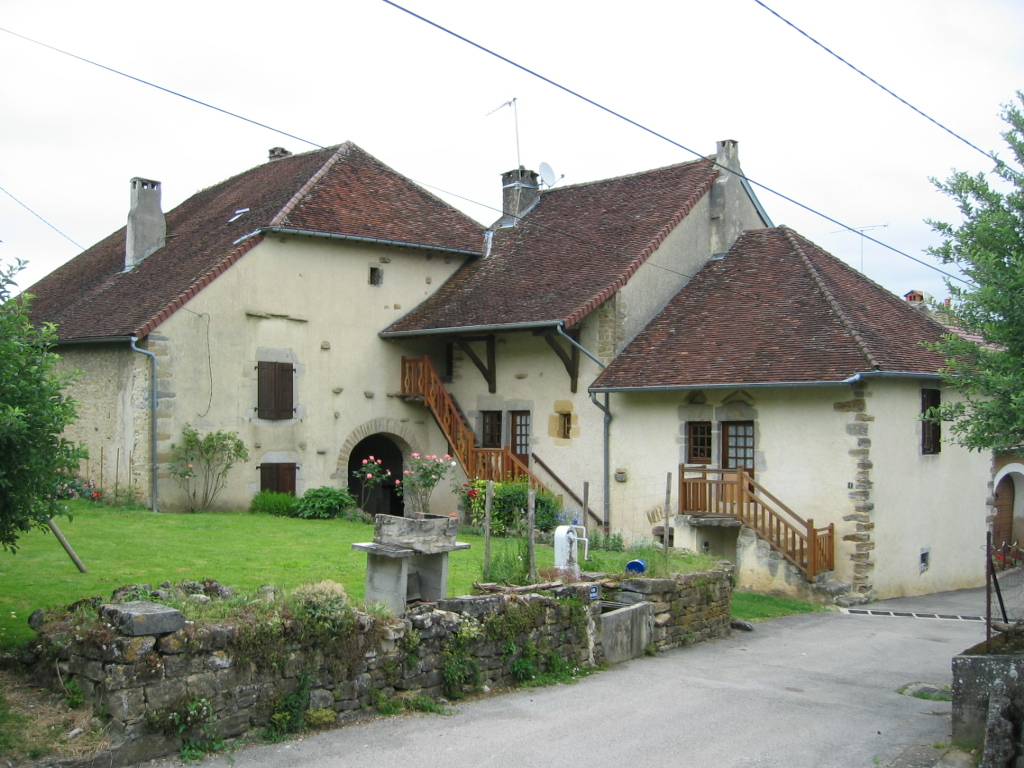
Ensemble de maisons traditionnelles jurassienne à Saint-Lothain, près de Poligny, dans le vignoble du Jura en Franche-Comté.

Une habitation traditionnelle du Jura est un type d'architecture vernaculaire traditionnelle du département du Jura en Franche-Comté (pour l’architecture traditionnelle du massif du Jura, voir aussi ferme comtoise dans le Haut-Doubs, et architecture rustique du Jura suisse).

## Architecture
Les fermes d'élevage bovin jurassiennes isolées sont traditionnellement construites sur le bord des combes, à l’image des Ferme comtoise du Haut-Doubs, sous forme de « monobloc » pour aller et venir entre l'étable et le logement sans avoir à sortir durant les hivers rigoureux et fortement enneigés. L'étable se situe au sud-ouest, plus exposé aux intempéries, avec au-dessus du rez-de-chaussée la grange qui avec une importante capacité de stockage de foin assure une bonne isolation thermique au logis situé côté pignon nord-est. Le mur sud-ouest est recouvert de bardage de tavaillons. Le faîtage est orienté en direction des vents dominants (climat du département du Jura). 

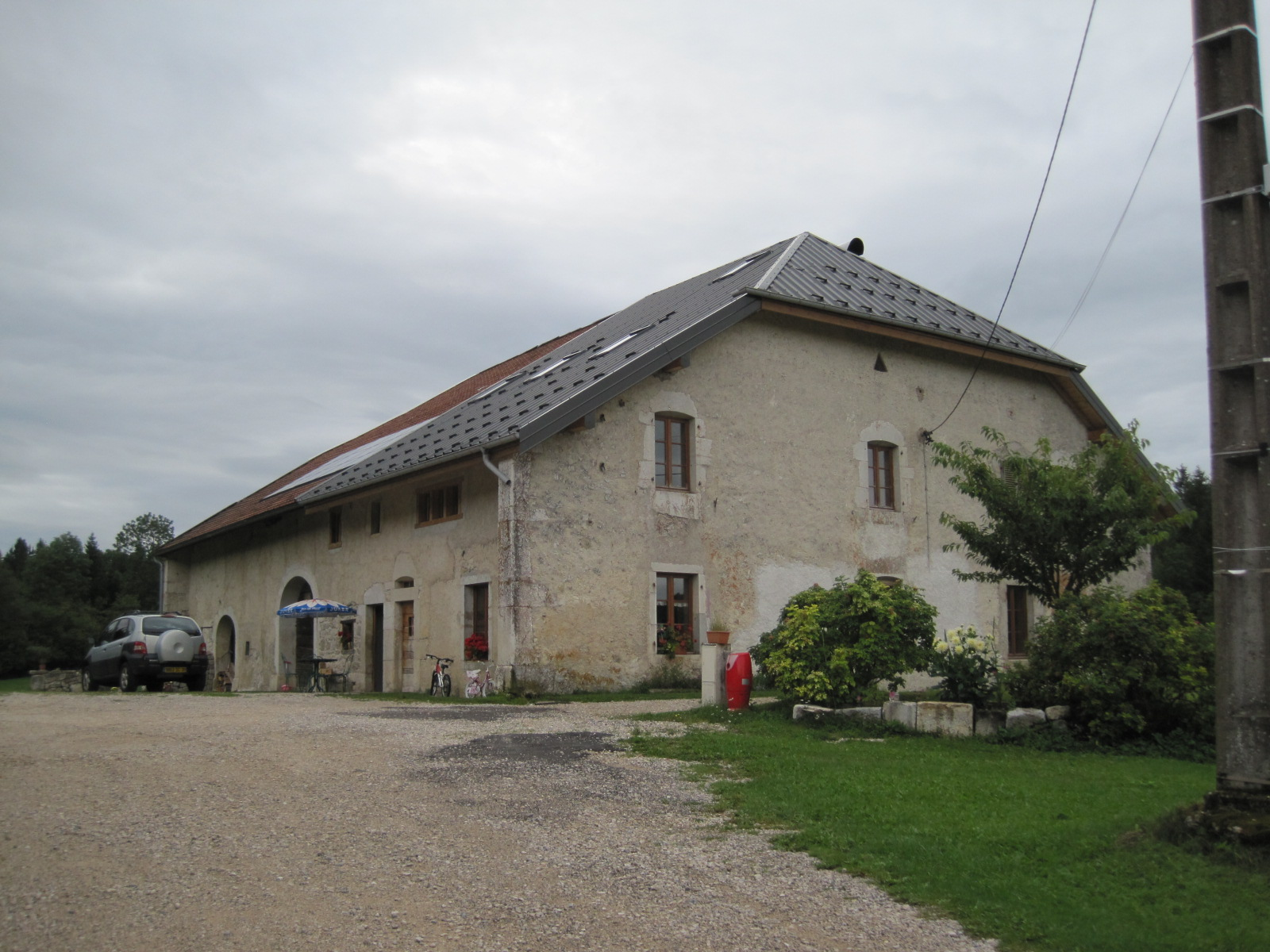
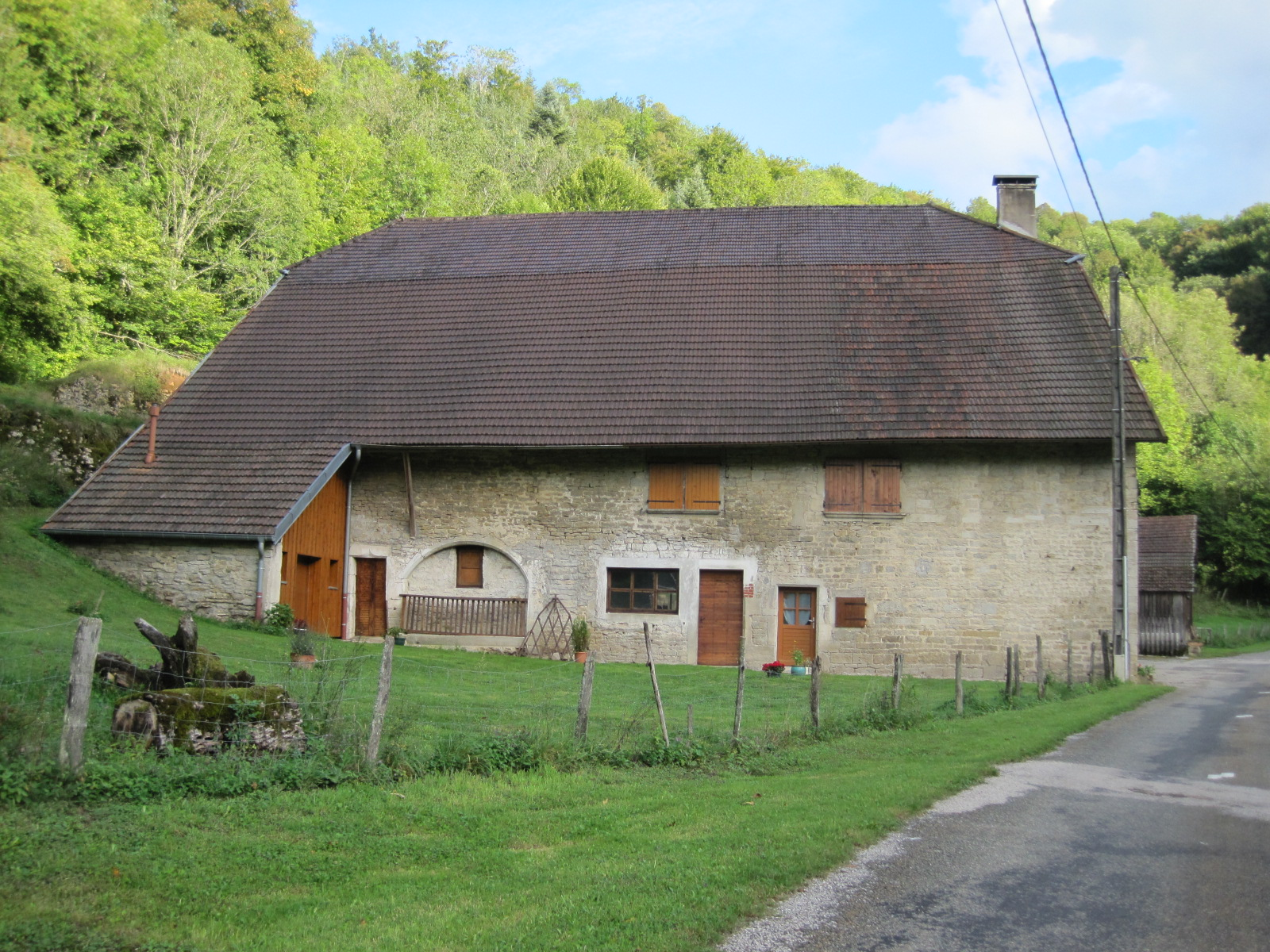
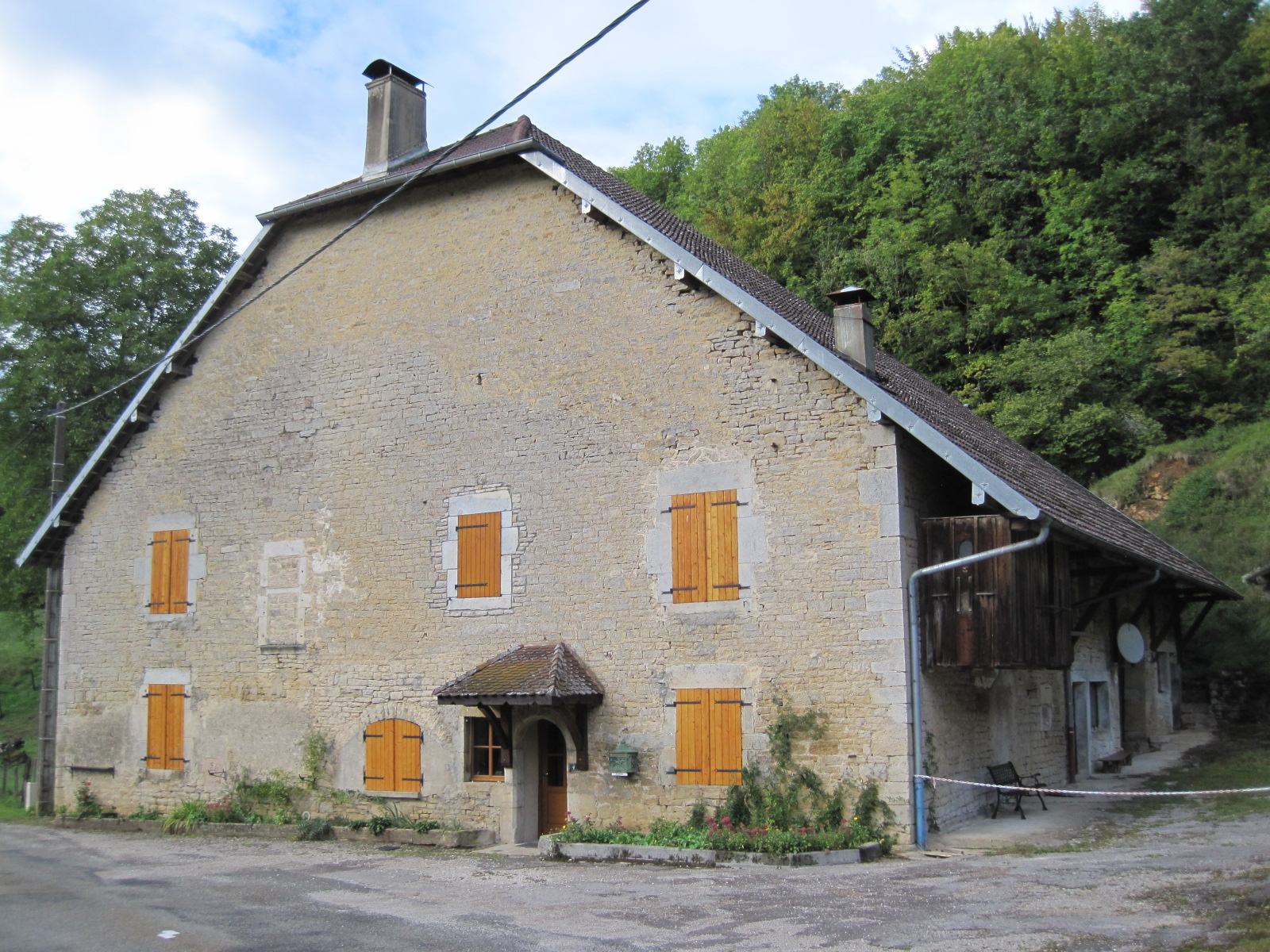
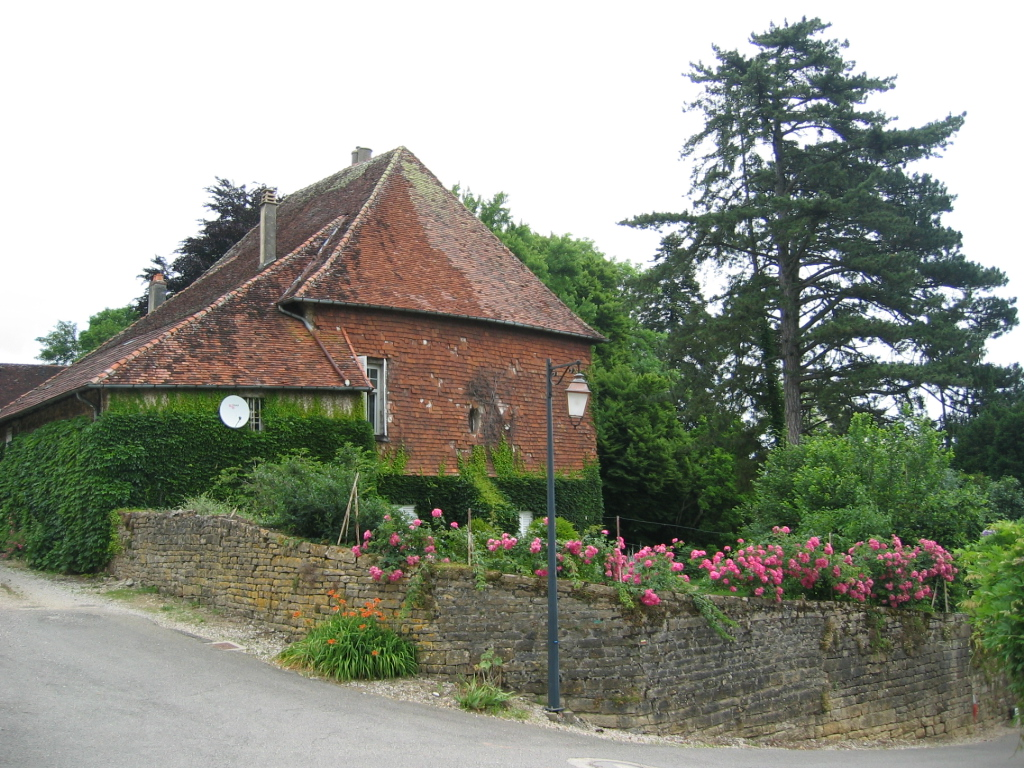
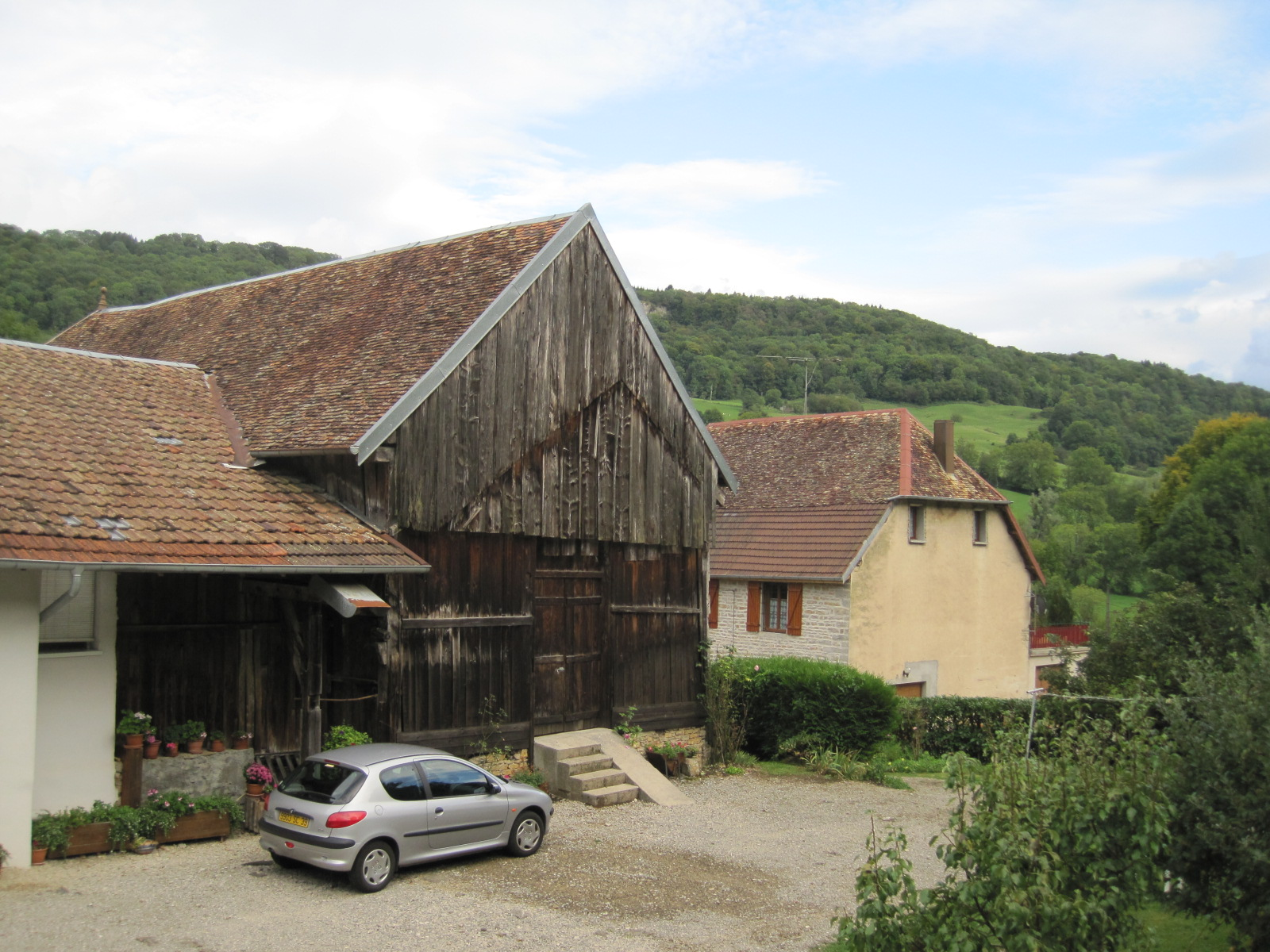
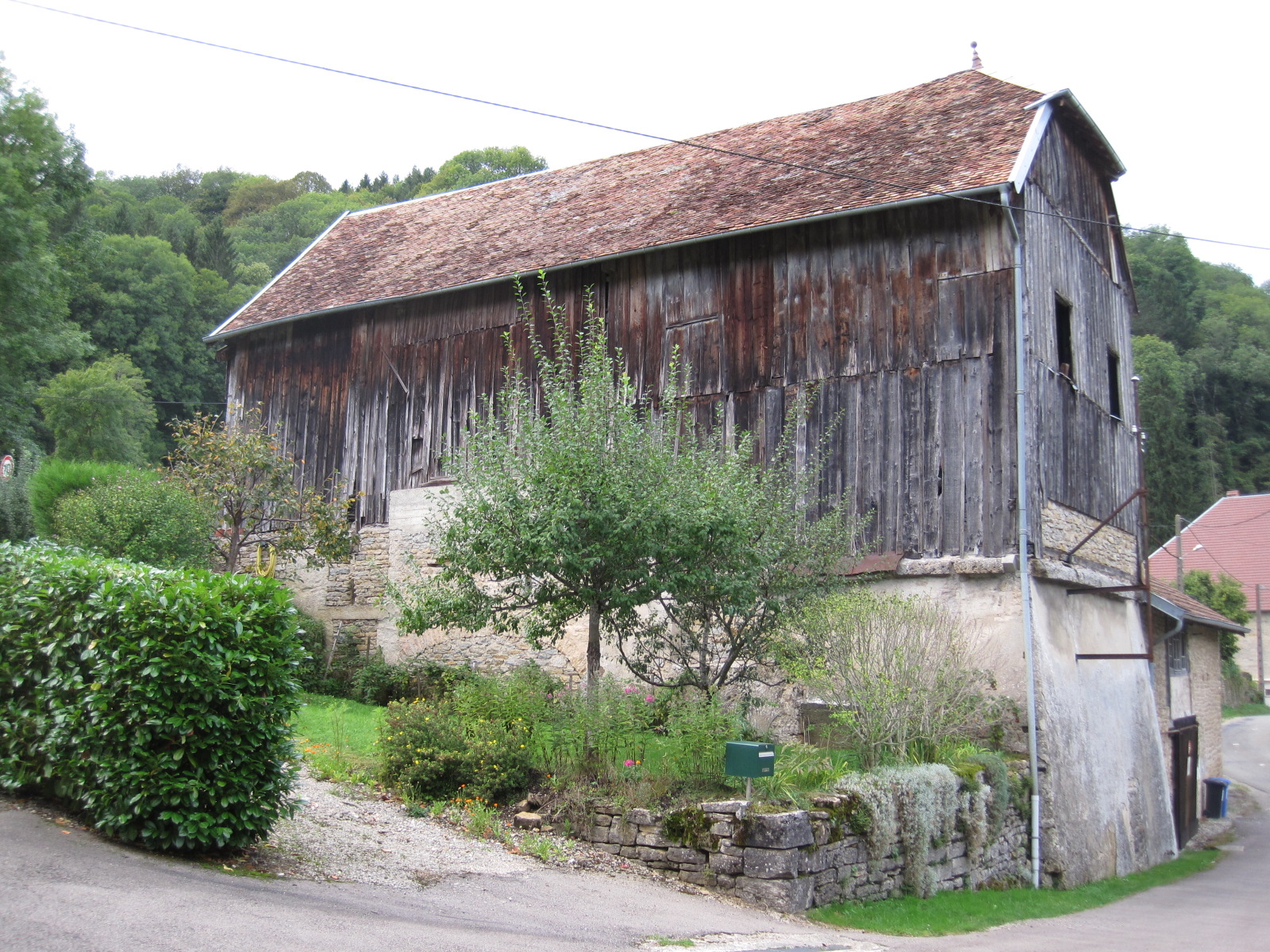

La maçonnerie en pierre apparaît aux XIVe et XVIIe siècles et la toiture est alors couverte d'ancelles de 50 à 80 cm de long en épicéa, d'une durée de vie de 10 à 20 ans, non clouées, et retenues par des pierres et de grandes poutres posées sur le toit.

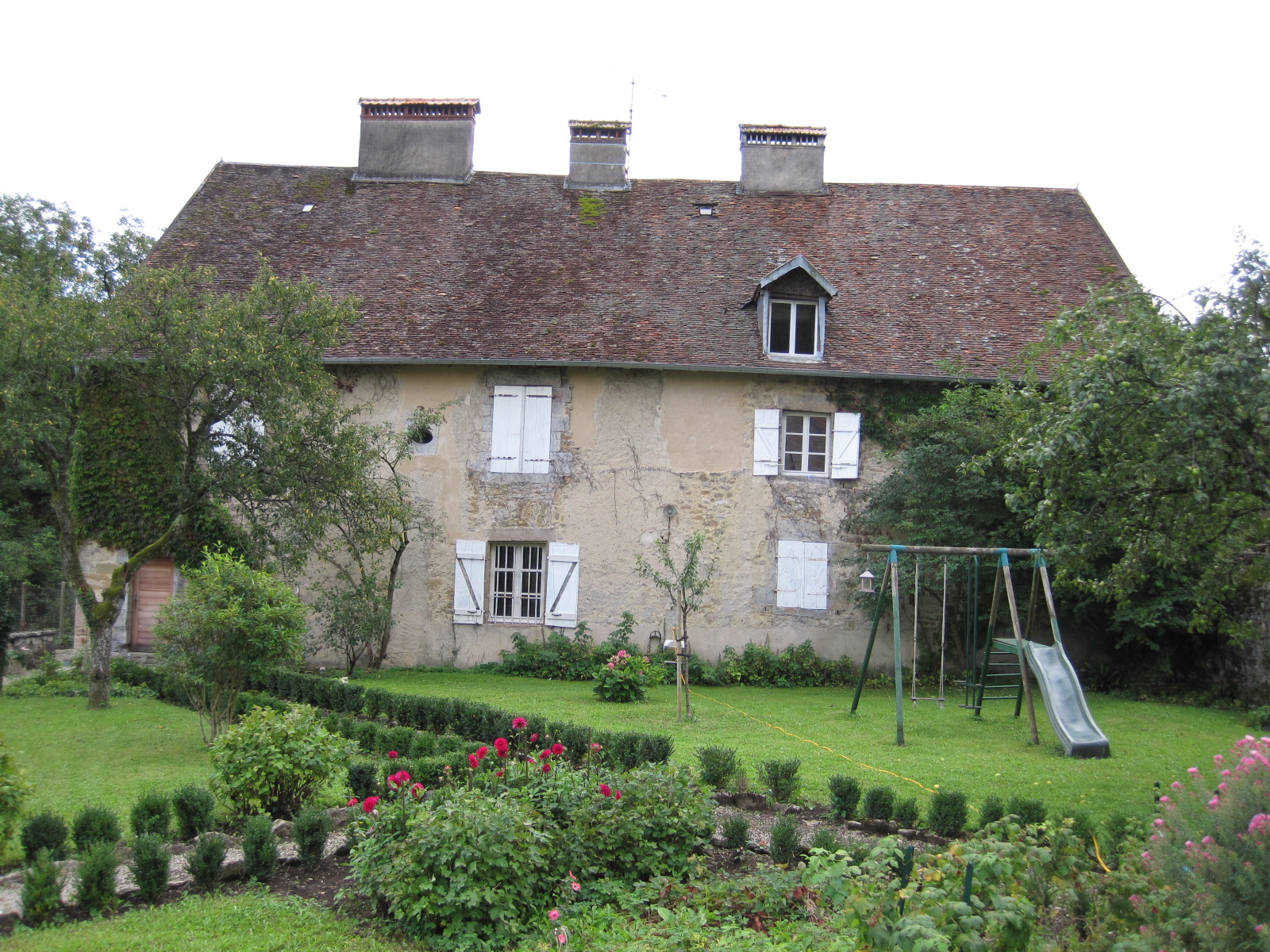
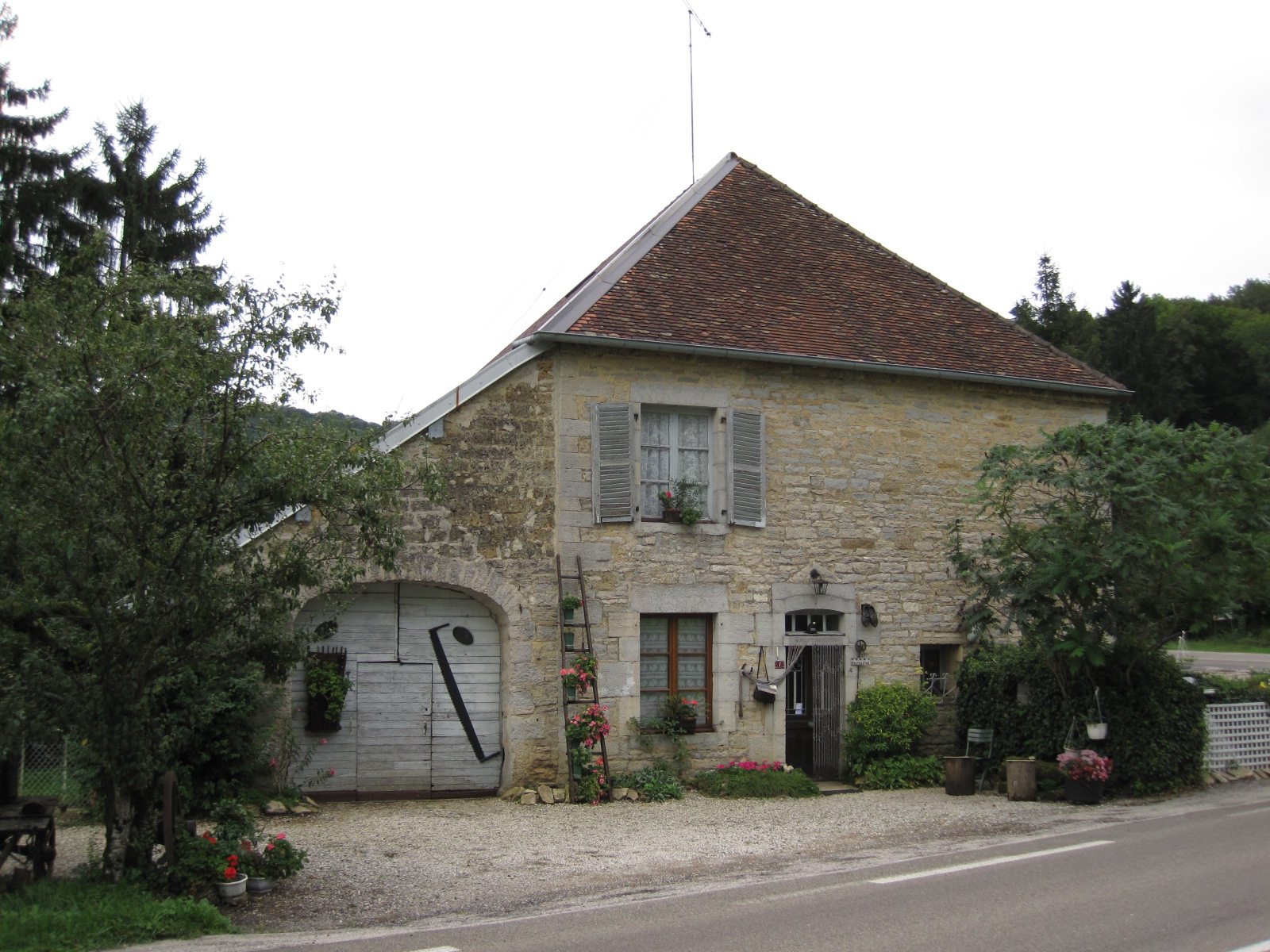
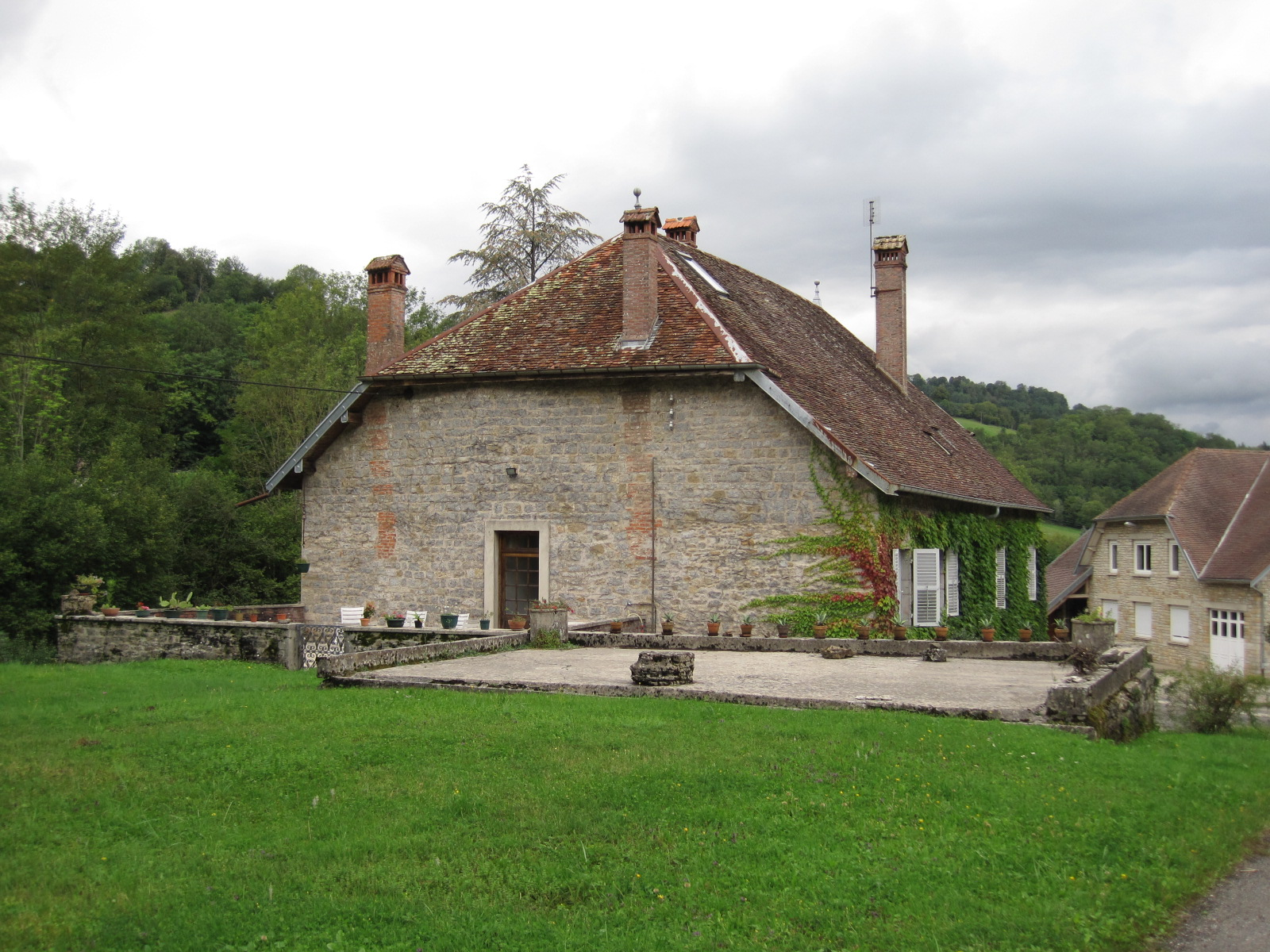
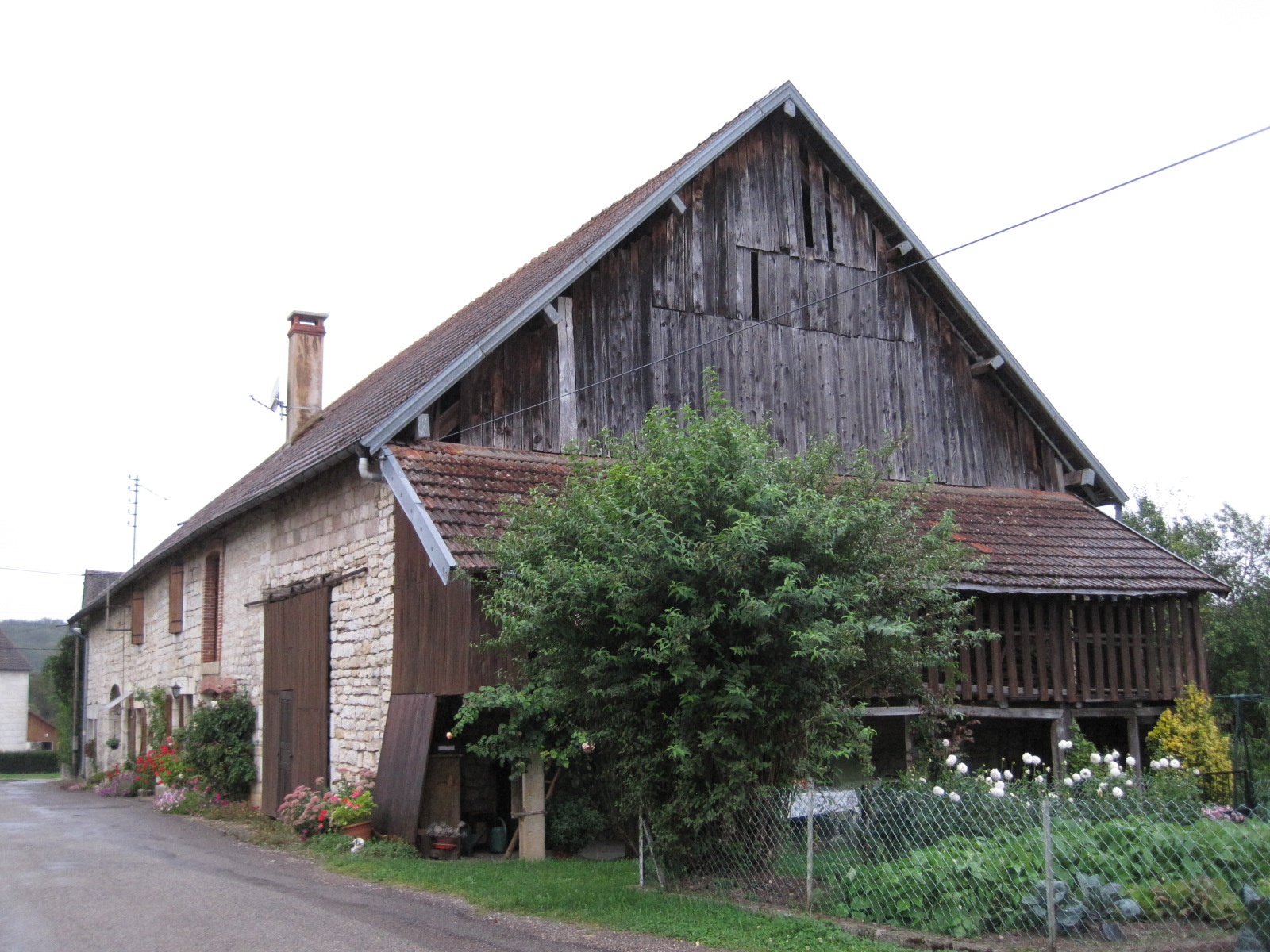
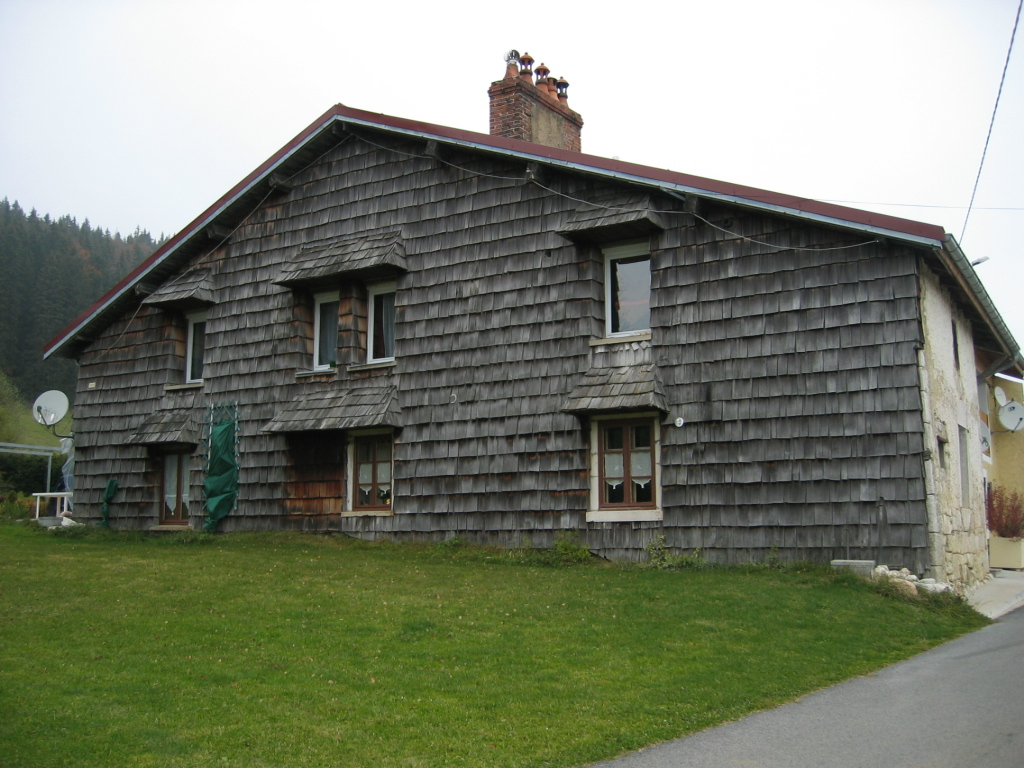
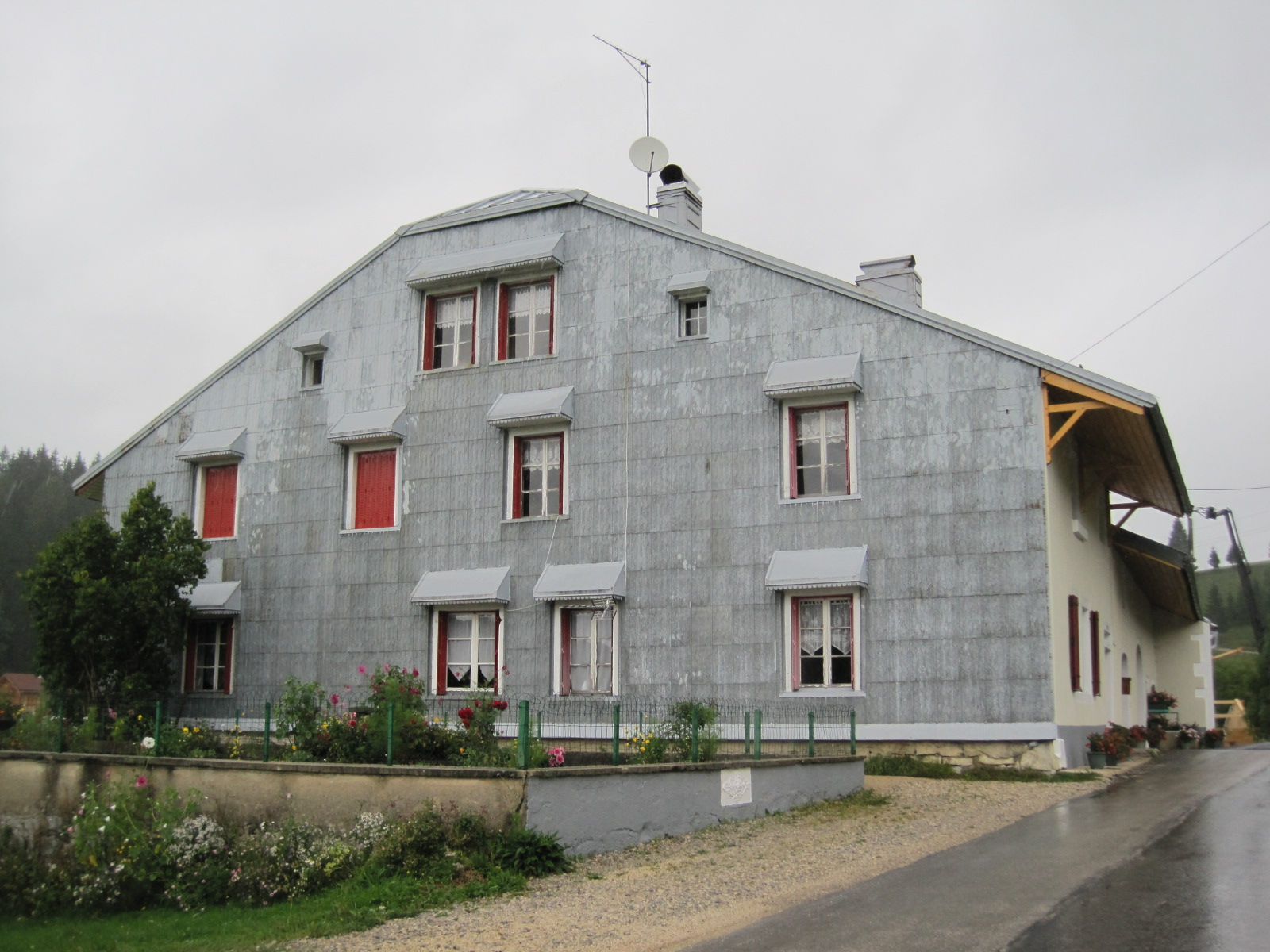

Aux XVIIe et XVIIIe siècles les toits en « demi-croupe » se répandent (cassure de l'angle du toit aux extrémités du faîtage) et l'usage de tavaillons cloués, de 30 à 40 cm de long en épicéa, d'une durée de vie de 30 à 40 ans, remplace l'usage des ancelles.   
Au XIXe siècle les tuiles, le zinc et la tôle remplacent le bois.
Quelques habitations traditionnelles de villages du vignoble du Jura, au pied du massif du Jura, sont construites depuis le Moyen Âge, avec des pignons à redents (ou à « pas de moineaux », ou « en gradins »), avec des pierres plates sur des pignons saillants.

Quelques maisons à pignons à redents du vignoble du Jura
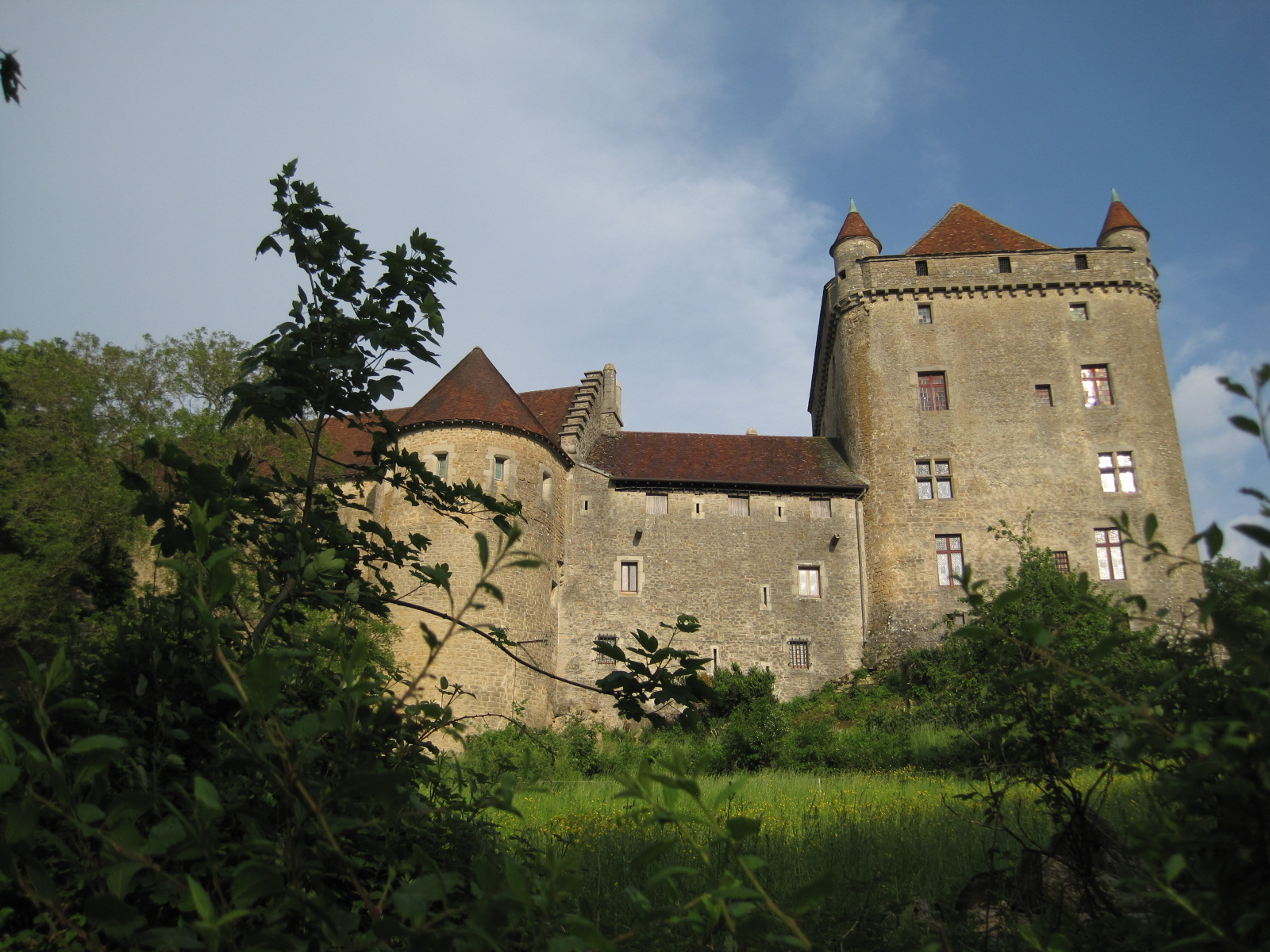
Château du Pin (XIIIe siècle)
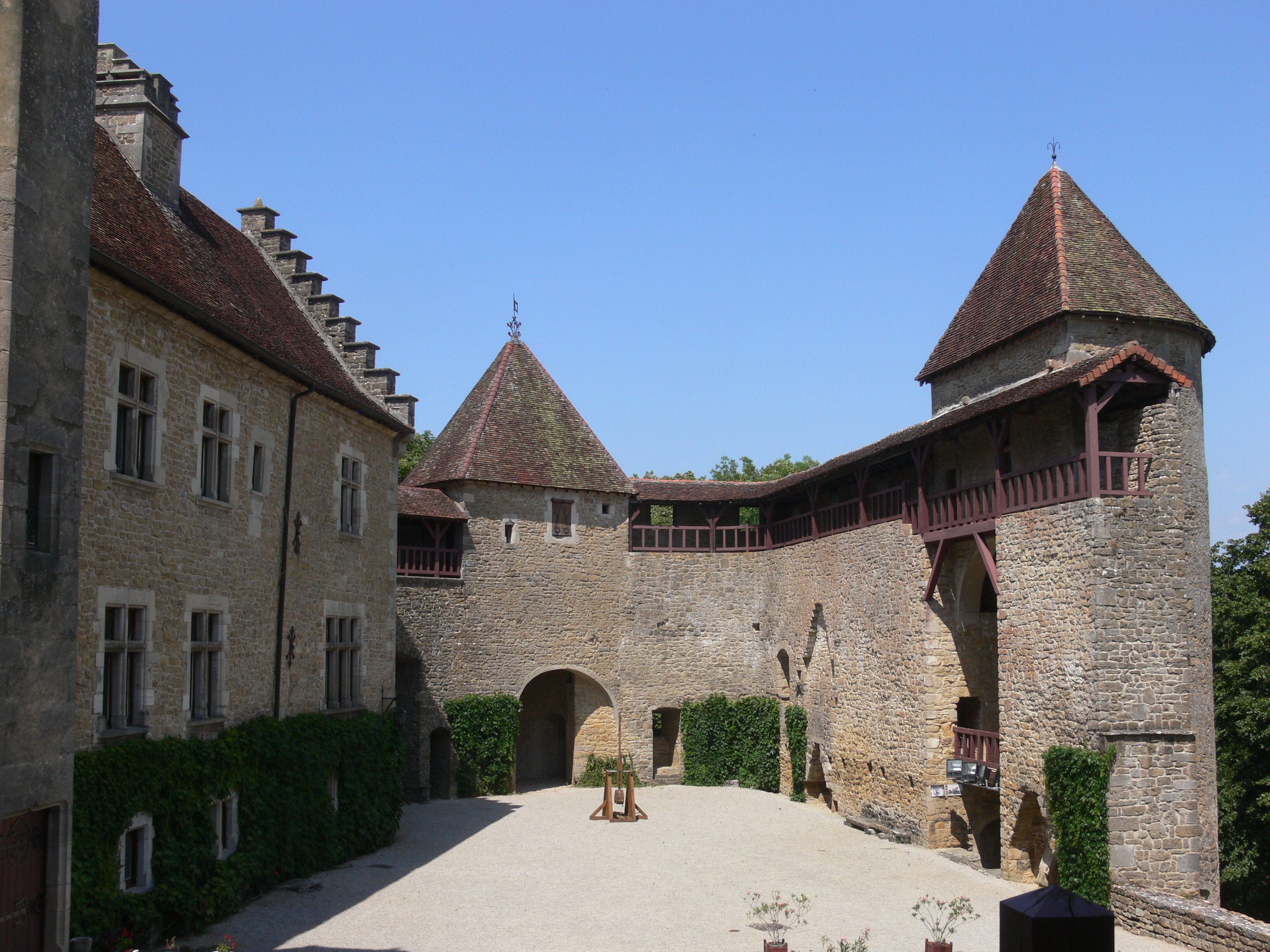
Château du Pin
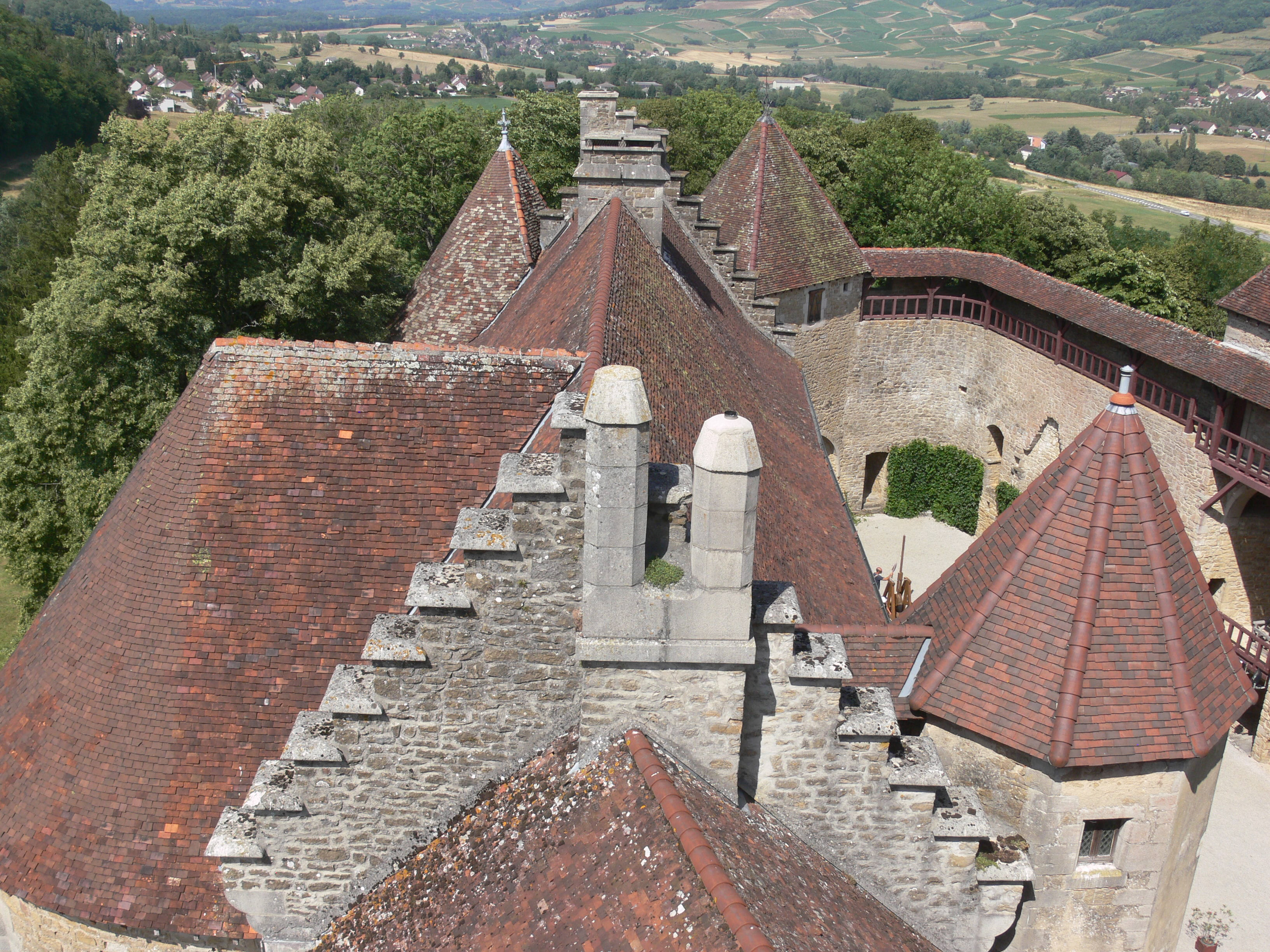
Château du Pin
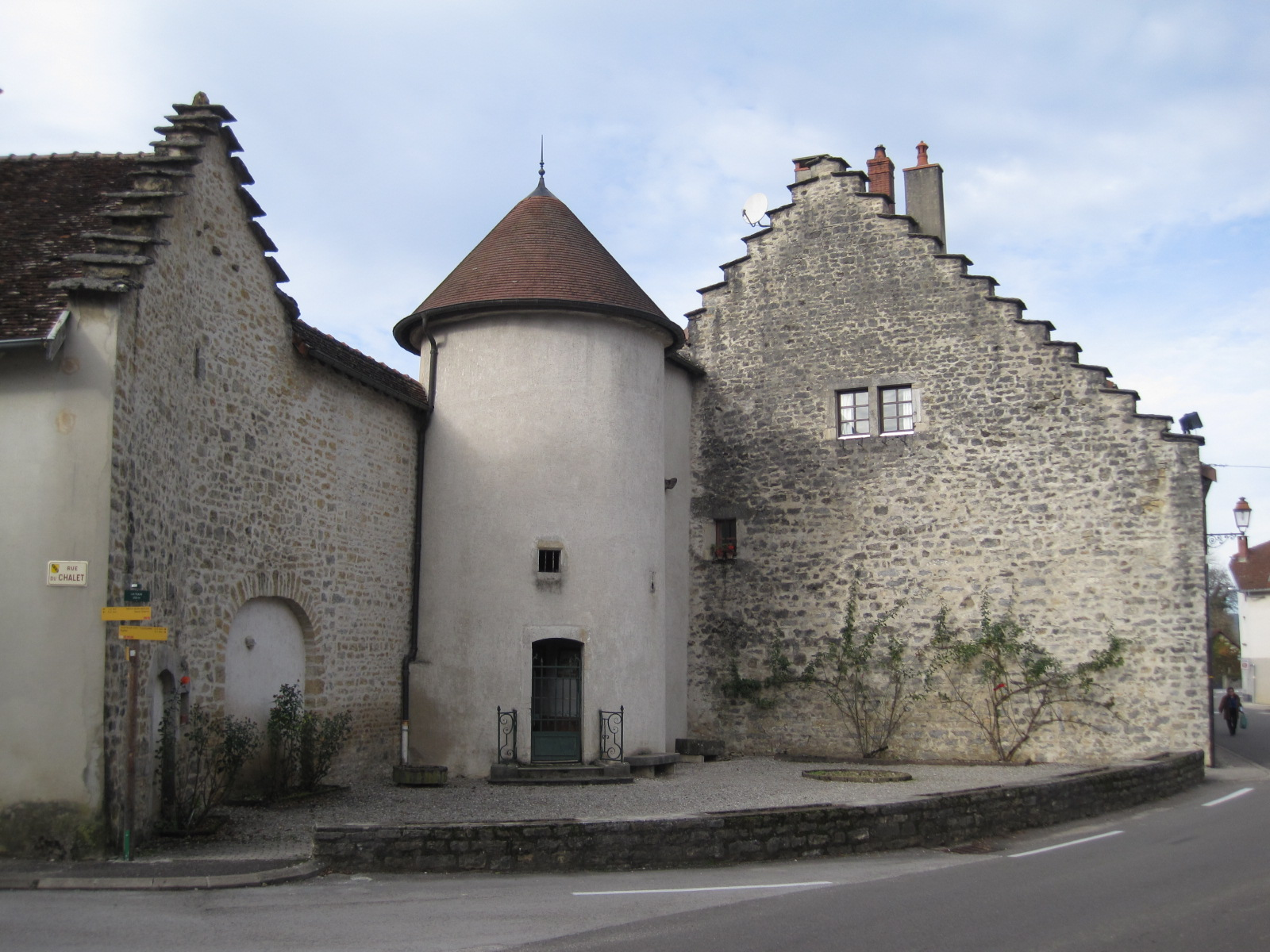
Voiteur, vignoble du Jura
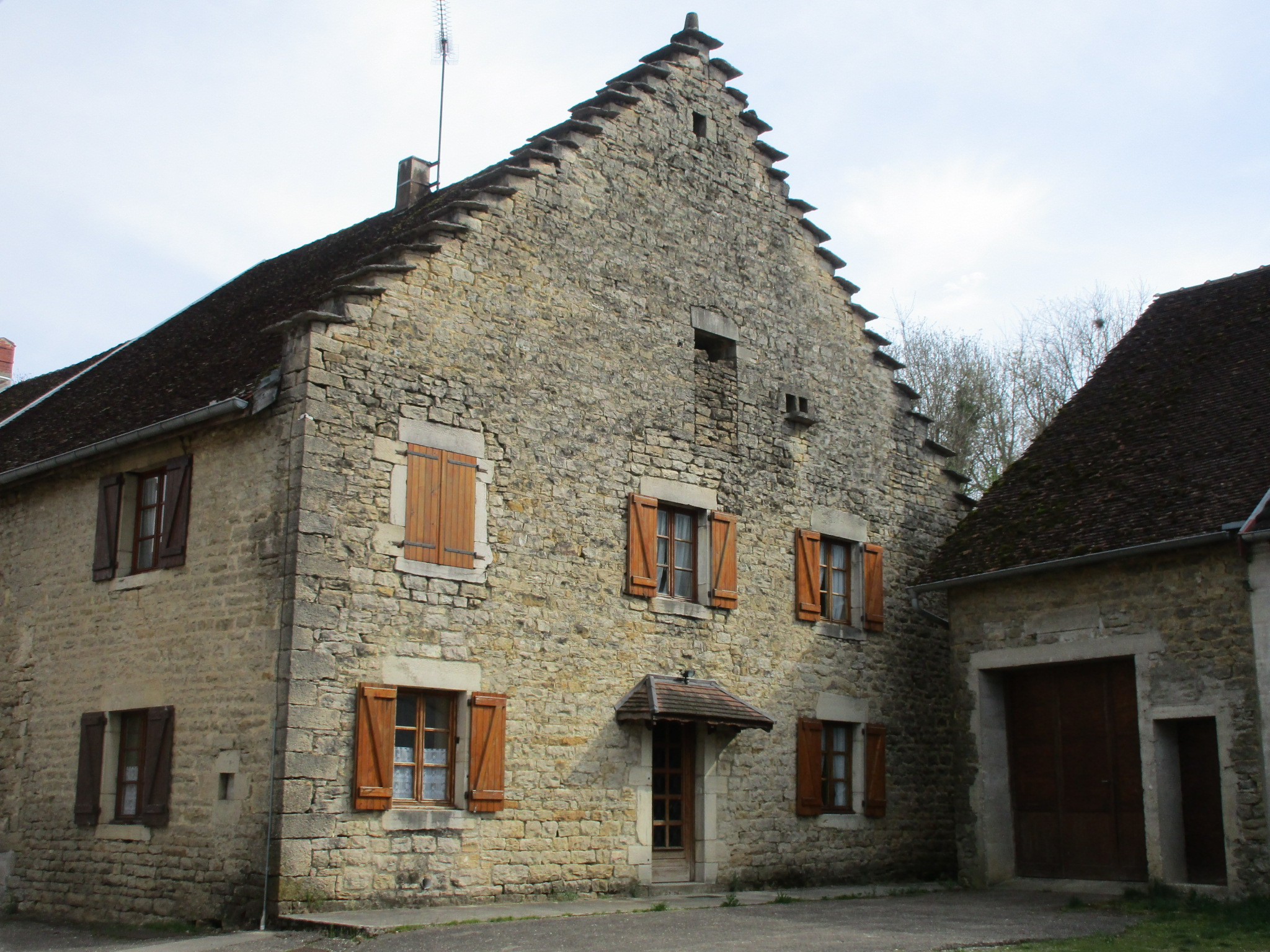
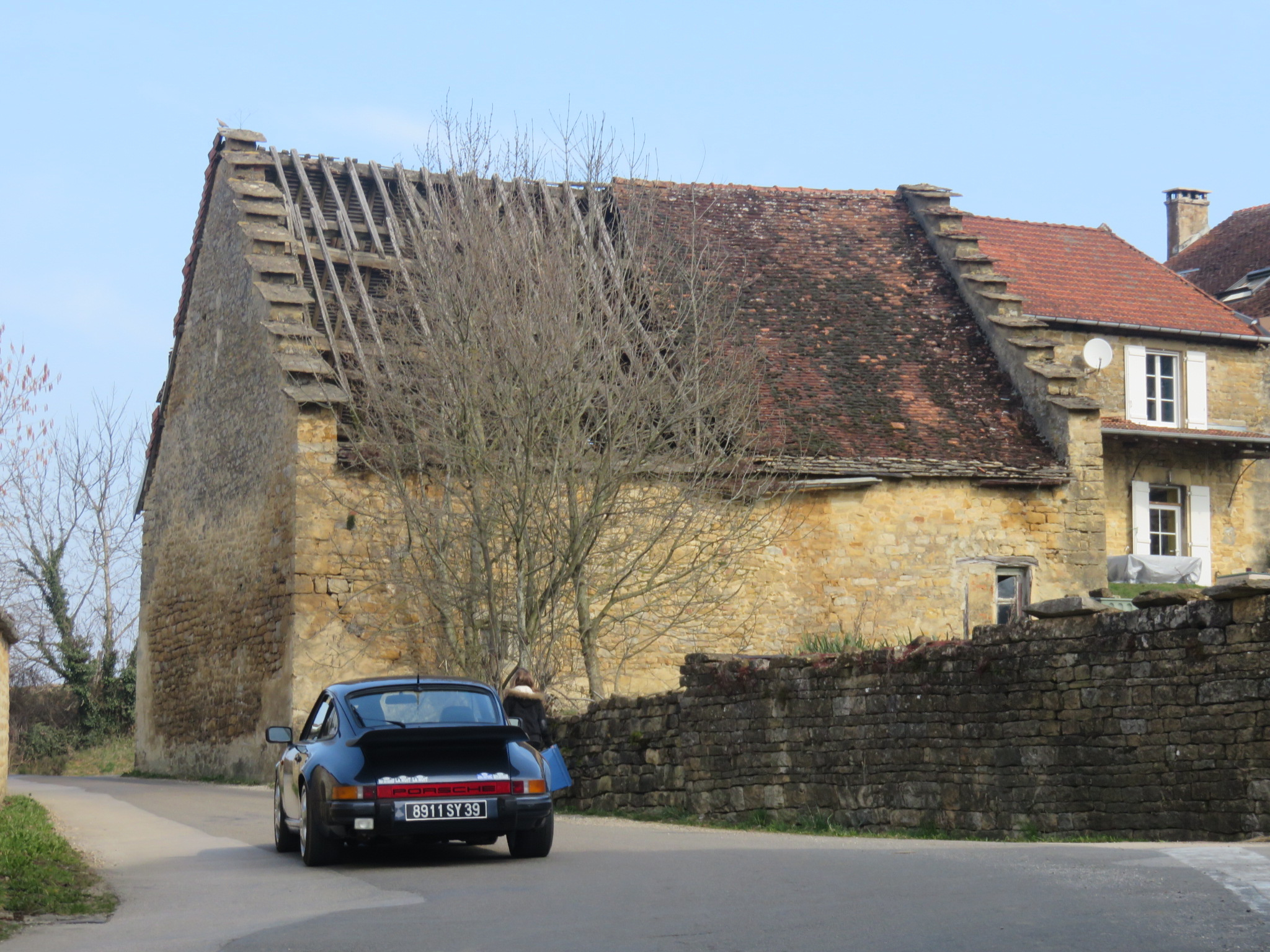
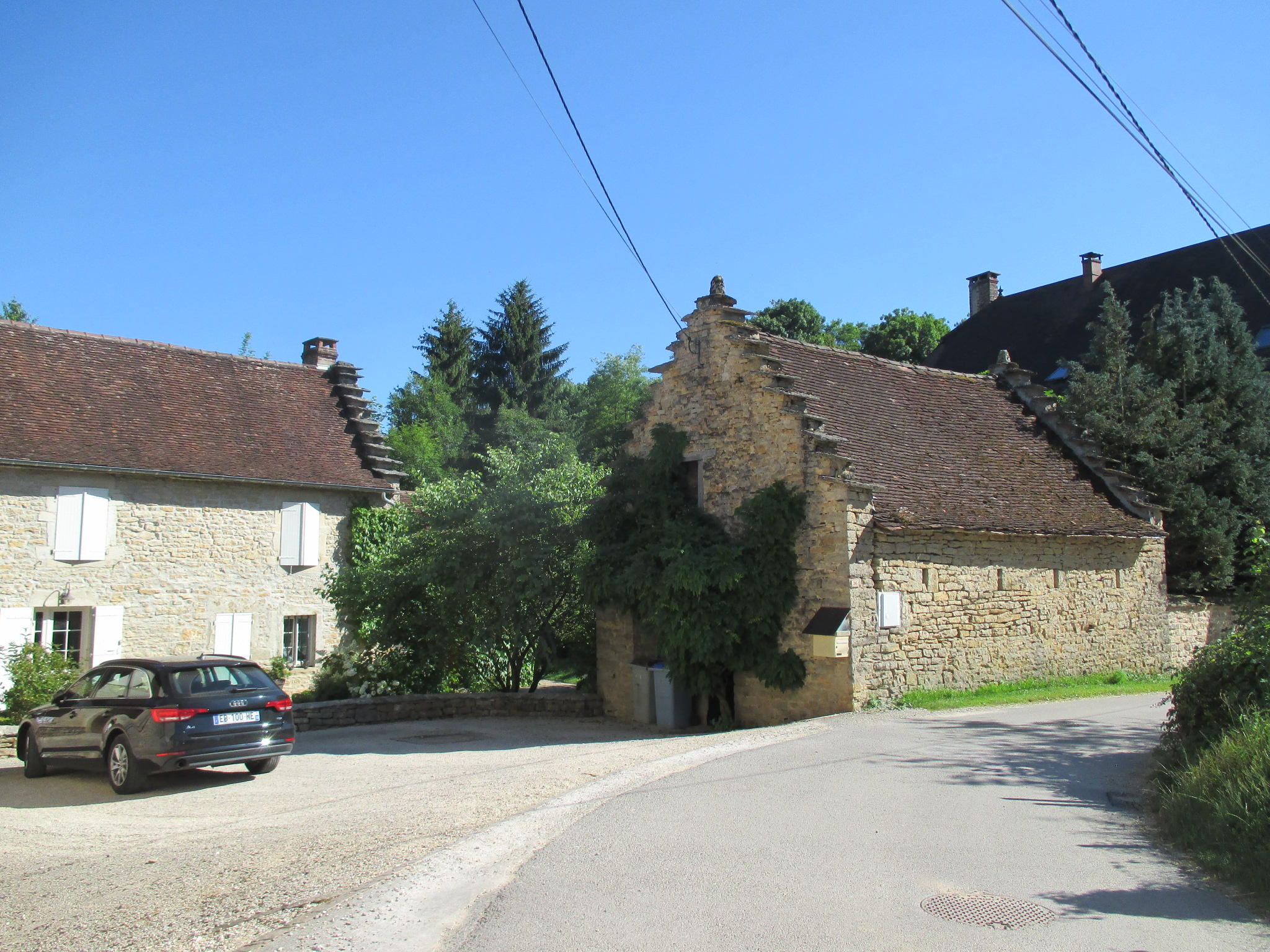
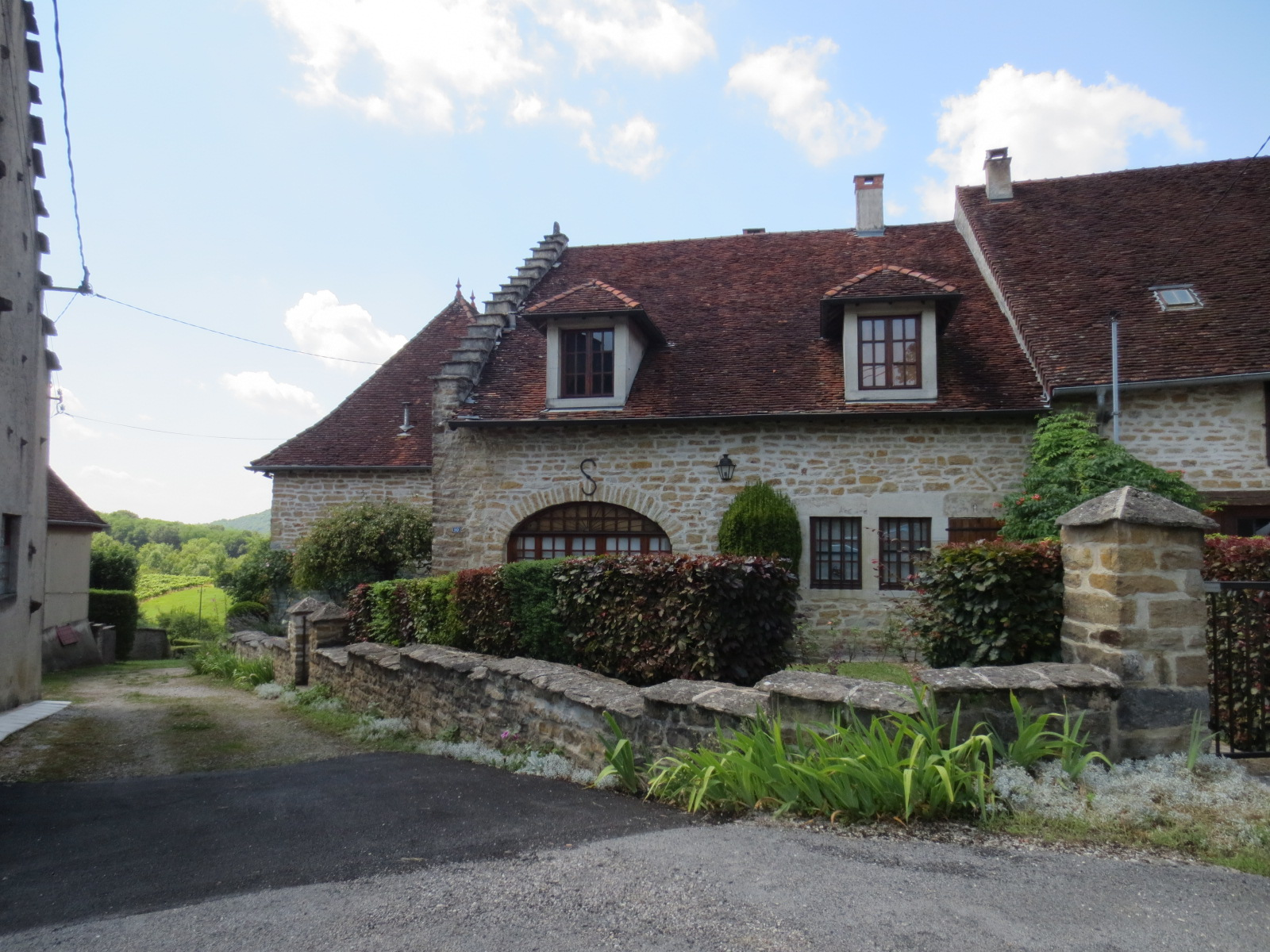
Route touristique des vins du Jura
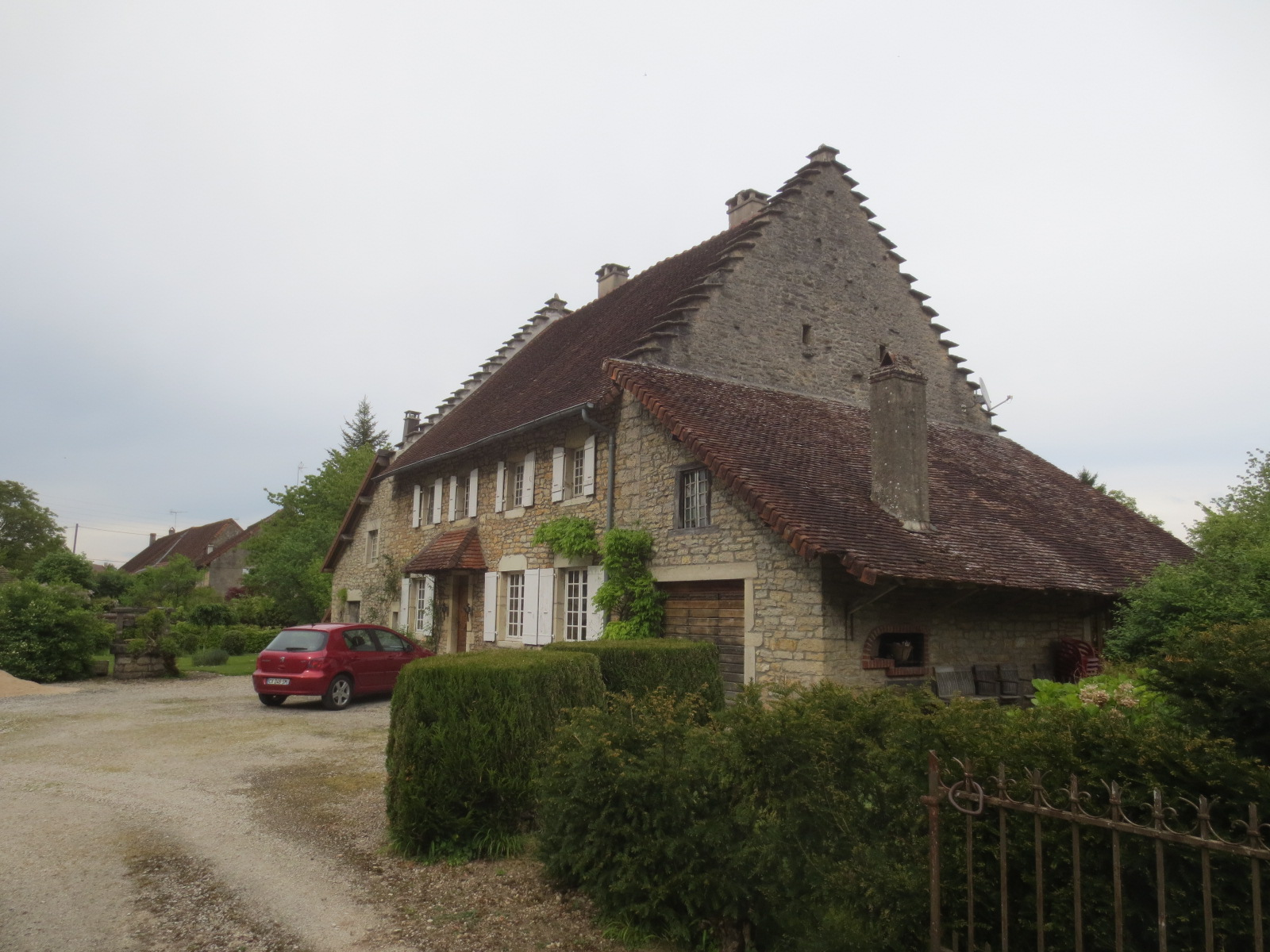
Route touristique des vins du Jura
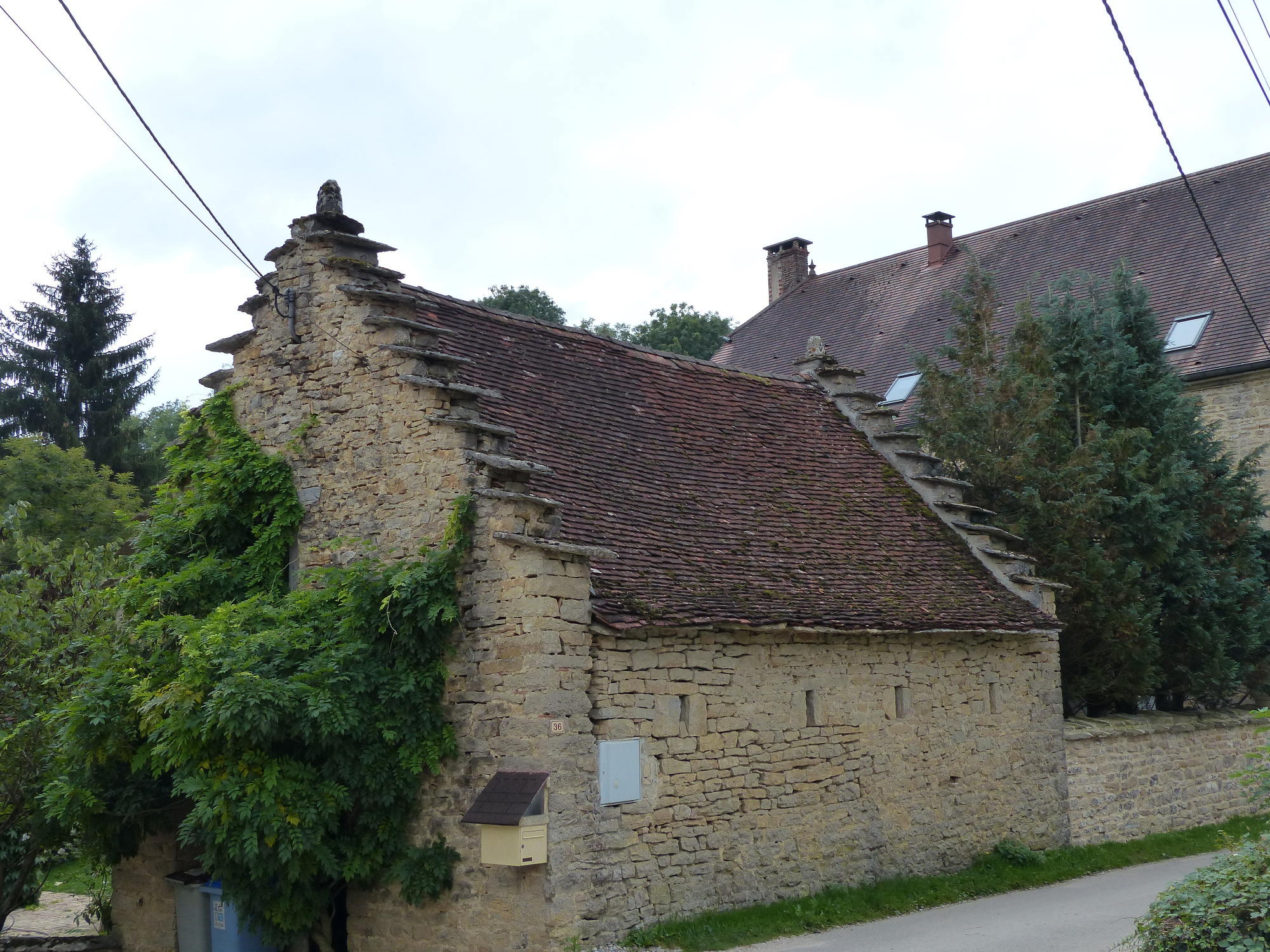
Quintigny
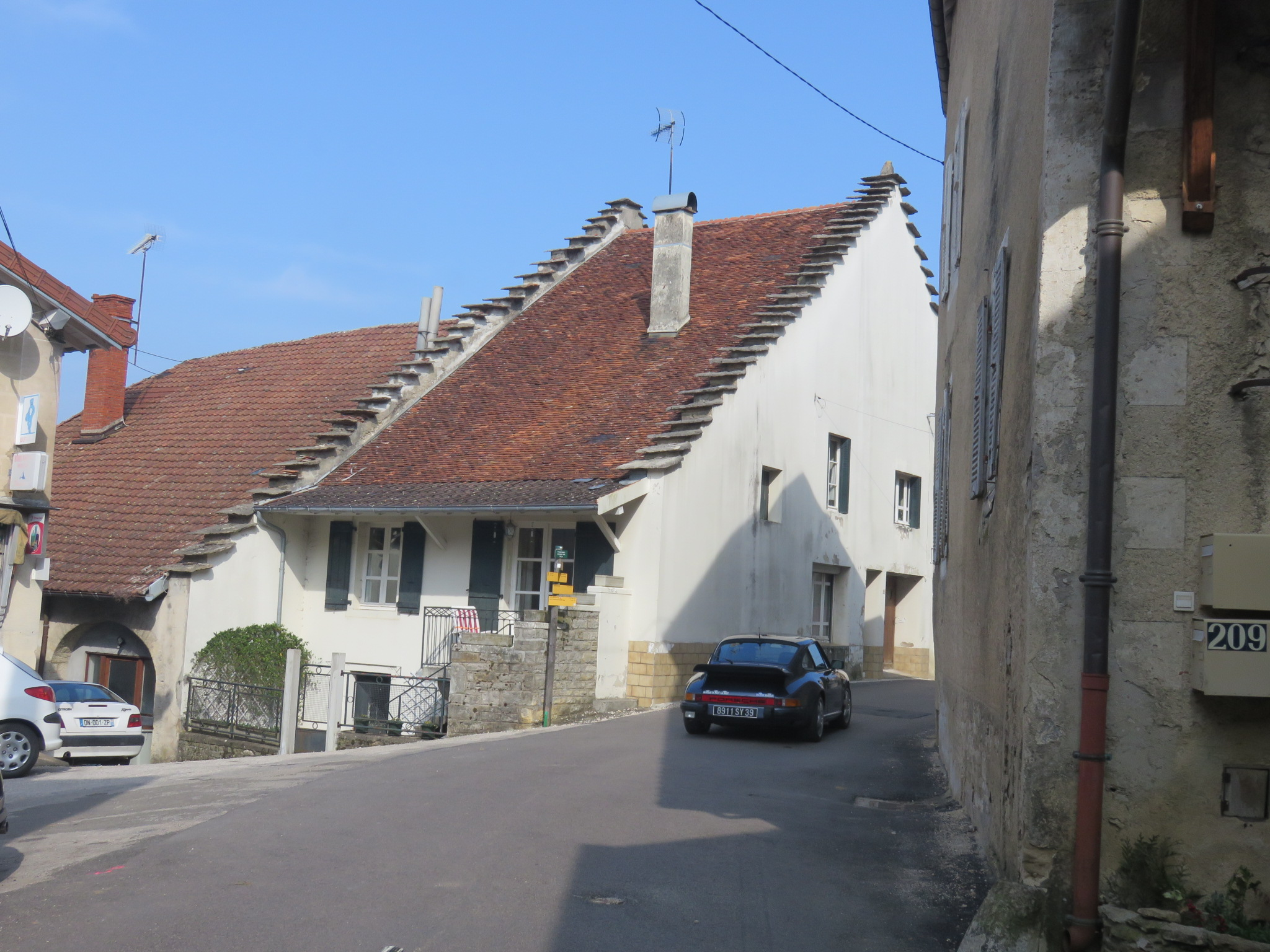
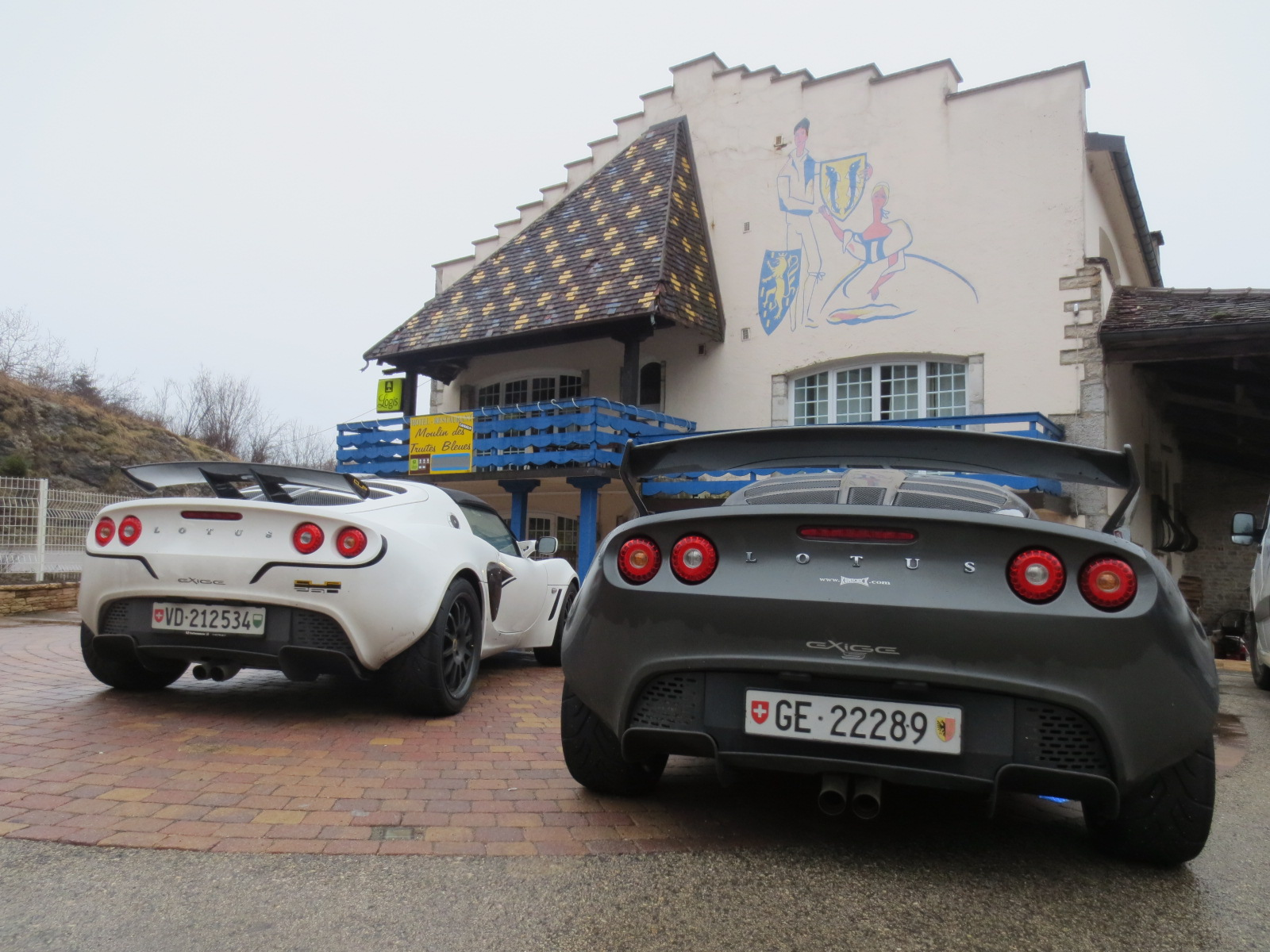
Gorges de la Lemme, à Saint-Laurent-en-Grandvaux